# جراوه
جراوه (به لهستانی:  Dzierawy) یک روستا در لهستان است که در گمینا کووو واقع شده‌است. جراوه ۳۴۰ نفر جمعیت دارد.